# Кудряшов, Анатолий Дмитриевич
Анатолий Дмитриевич Кудряшов (род. 3 февраля 1946) — советский футболист, нападающий. Мастер спорта СССР.

## Биография
Воспитанник разанского футбола. Занимался в секции при стадионе «Локомотив», затем — в группе подготовки при команде мастеров рязанского «Спартака» у тренера Георгия Яковлевича Хоецяна. В 1963 году вместе с тремя игроками «Спартака» был приглашён на сборы в юношескую сборную СССР. В 18 лет, сразу после окончания школы был зачислен в «Спартак», выступавший в третьем эшелоне — классе «Б». В 1964 году в основном выходил на замены, со следующего года стал игроком основного состава. «Спартак» стал победителем зонального турнира, а Кудряшов забил 12 голов в 36 матчах. В июле 1967 года был приглашён в команду высшей лиги «Зенит» Ленинград. Дебютировал 30 июля в товарищеской встрече с немецким клубом, с подач Кудряшова было забито два мяча. 2 августа вышел на замену после перерыва в домашнем матче чемпионата СССР против «Динамо» Киев (0:3). До конца чемпионата провёл ещё 11 полных игр, забил два мяча — в ворота куйбышевских «Крыльев Советов» и «Арарата». По окончании сезона вернулся в родную команду, которая в 1968 году выступала под названием «Звезда» и выбыла из второй группы класса «А» (первой лиги). В 1969 году провёл последний сезон в соревнованиях команд мастеров и в 23 года завершил карьеру из-за шумов в сердце. В начале 1970-х играл на первенство Грузинской ССР, затем в первенстве Рязанской области за «Центролит».
Окончил институт имени Лесгафта.
Работал судьёй на детских и городских соревнованиях, тренировал детские команды.